# Fandens oldemor
Fandens oldemor er en dansk samfundssatirisk vise med tekst af Poul Henningsen og melodi af amerikaneren Tim Spencer, der oprindeligt skrev den til sangen "Cigareetes, Whusky and Wild, Wild Women" fra USA. I Danmark er det Ove Sprogøes revyversion fra 1951 (på plade i 1966), der regnes som den mest kendte.
Den amerikanske udkom med bandet Red Ingle and The Natural Seven i 1948.

## Om sangen
Som kulturradikal var Poul Henningsen (PH) (i lighed med sin mor Agnes Henningsen) tilhænger af at nedbryde traditionerne i samfundet, da han ikke mente de kunne levere løsninger på problemerne i en moderne og meget omskiftelig tid. I "Fandens oldemor" er hans gennemgående løsningsforslag på alverdens problemer at frigøre seksualiteten mellem mand og kvinde og slippe af med de nedarvede hæmninger fra før 1920'erne, som moderne mennesker fortsat var præget af pga. en traditionsbunden opdragelse. Et eksempel fra sangens 2. vers: Kan De huske den aften da Adam gik om, Og fandt Paradis underlig fjollet og tom, Men så så han det figenblad, Eva had' fået, Og så slog det ham pludslig: "Her mangler sgu noet: .....Cigaretter, whisky og nøgne pi'er (-)
I 2015 kunne teaterkabareten Fandens Oldemor, skrevet af Kristian Halken og Ina-Miriam Rosenbaum, ses på de danske teatre med sidstnævnte skuespiller medvirkende i flere roller. Stykket tog afsæt i førnævnte sang og handlede om forholdet mellem moderen og sønnen, PH og Agnes Henningsen, samt deres livssyn og (fiktive) kommentarer til moderne aspekter og problematikker i det 21. århundrede.

## Eksternt link
- "Fandens oldemor" fremført af Ove Sprogøe, youtube.com